# Khādemlū
Khādemlū (persiska: خادملو) är en ort i Iran.   Den ligger i provinsen Ardabil, i den nordvästra delen av landet, 400 km nordväst om huvudstaden Teheran. Khādemlū ligger 1 760 meter över havet och antalet invånare är 143.
Terrängen runt Khādemlū är kuperad. Runt Khādemlū är det ganska glesbefolkat, med 38 invånare per kvadratkilometer. Närmaste större samhälle är Qūrtūlmūsh, 5,5 km nordost om Khādemlū. Trakten runt Khādemlū består i huvudsak av gräsmarker.